# TeleRadio-Moldova
TeleRadio-Moldova (TRM, egentligen Compania Naţională Teleradio-Moldova) är ett statligt moldaviskt public service-företag för TV- och radioverksamhet grundat 1939. Företaget äger TV-kanalerna Moldova 1 och TV Moldova Internaţional (TVMI) samt radiokanalerna Radio Moldova och Radio Moldova Internaţional (RMI). 
TRM blev medlem av Europeiska radio- och TV-unionen (EBU) den 1 januari 1993 under dess dåvarande namn Radioteleviziunea Nationala din Moldova. Företaget ansvarar för Moldaviens uttagningar till Eurovision Song Contest sedan 2005.

## Direktörer
- Feodosie Vidraşcu (1957–1961)
- Vladimir Croitoru (1961–1965)
- Leonid Culiuc (1965–1967)
- Ştefan Lozan (1967–1989)
- Adrian Usatîi (1989–1997)
- Tudor Olaru (1997–2000)
- Iulian Magaleas (2000–2003)
- Ion Gonţa (2002–2003)
- Artur Efremov (juni 2003-mars 2004)
- Ilie Teleşcu (mars 2004-april 2007)
- Valentin Todercan (10 april 2007-30 december 2009)
- Constantin Marin (5 februari 2010-)[1]